# Lom (Bulgária)
Lom (cirill betűkkel Лом) város Bulgáriában, Montana megyében, a Duna jobb partján, 1 km-re a Lom folyó torkolatától.

## Klíma
A város ősztől tavaszig ködös. Télen a hőmérséklet elérheti a -30 °C-ot is, nyáron a 40 °C-ot.

## Története
A római korban a város és az erődítmény neve Almus volt.
A város 271-ben Moesia része lett.
Az első bolgár birodalomban fontos erődítmény volt. 1356-ban Iván Sándor cár alatt már szlávok éltek itt.
Az Oszmán Birodalom 1500 körül foglalta el várost. 1683-ban az osztrákok foglalták el a várost, de Kara Musztafa 1695-ben visszafoglalta.
A város mai neve először 1704-ben bukkan fel Lom Palanka alakban.
A török-orosz háború után 1878-ban lett Bulgária része.

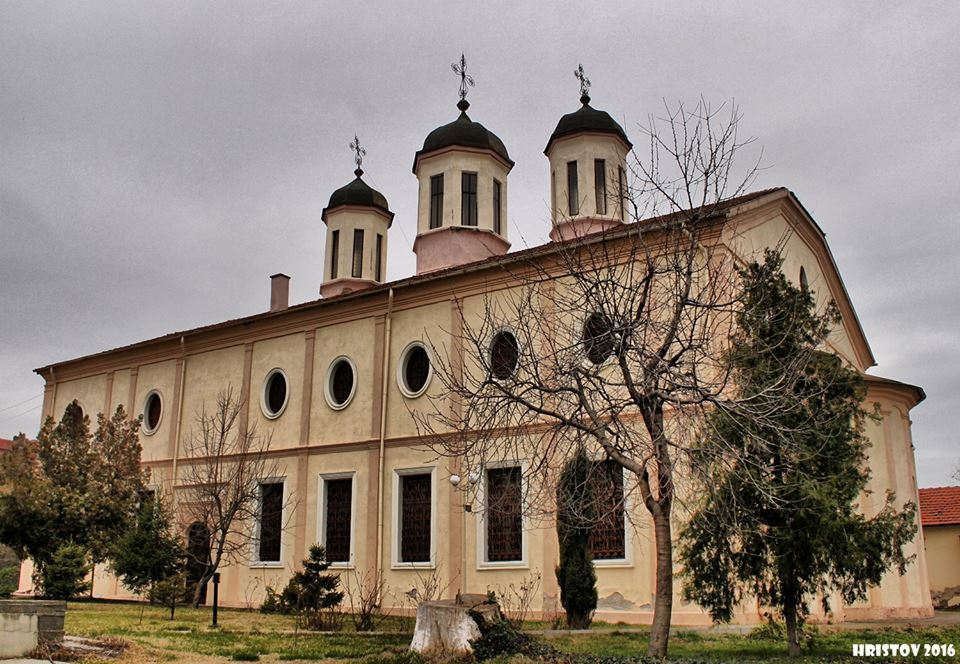
Szűz Mária mennybemenetele-templom

## Látnivalók
- Almus romjai
- Borunska templom

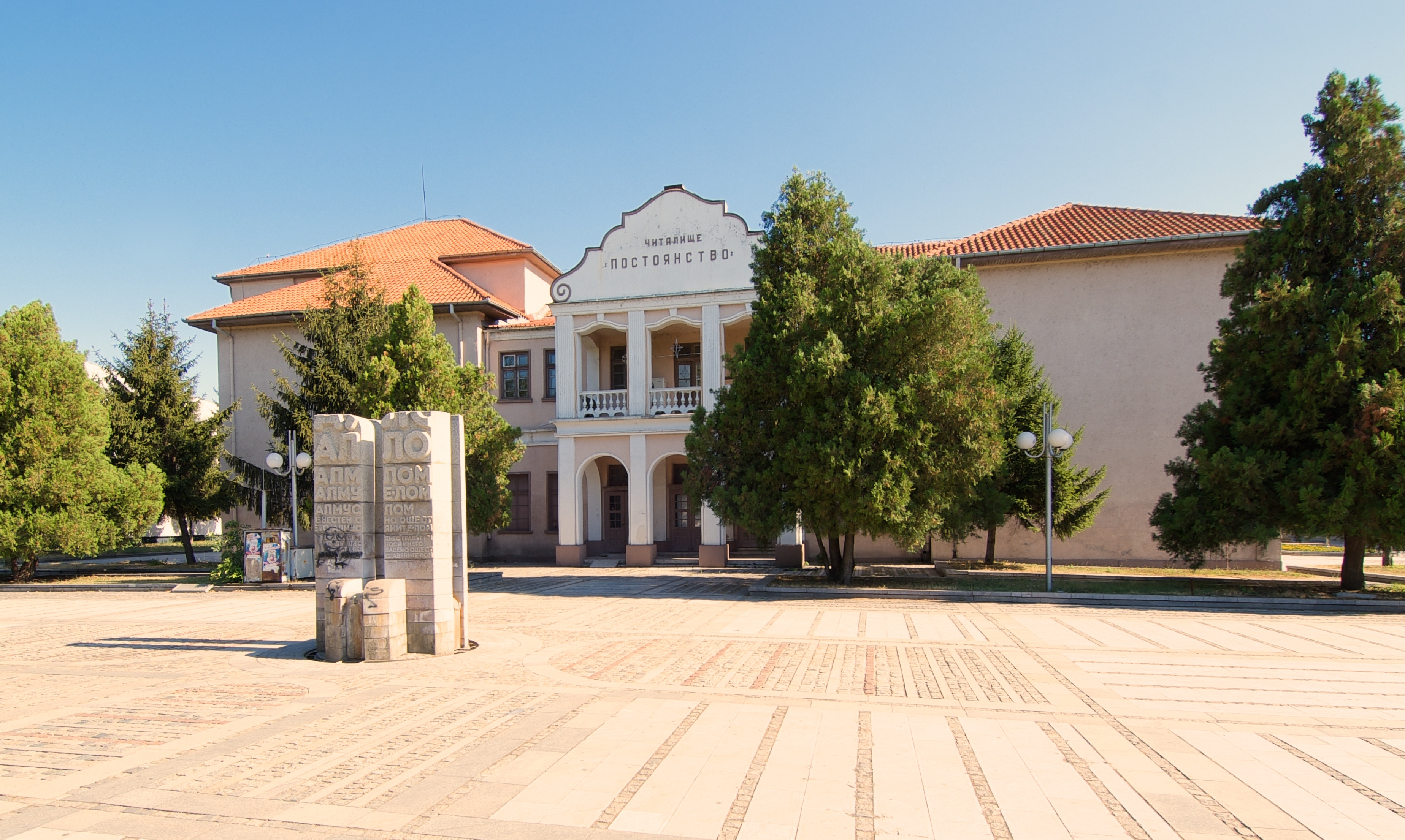
Csitalistye kultúrház

- Ceko vajda-emlékmű. Ceko Petkov (1807–1881) bolgár nacionalista forradalmár és hadvezér (vajda) az oszmánellenes függetlenségi háborúban.

## Múzeumok
- Történeti múzeum

## Külső hivatkozások
- Hivatalos honlap (bolgárul)
- Rádió és televízióadó